# 梁朝鍾
梁朝鍾（？—1647年），又作梁朝鐘，字未央，廣東廣州府番禺縣人，南明政治人物。

## 生平
梁朝鍾是萬曆三十七年舉人梁元最之子，崇禎十五年（1642年）中舉人，擅長文章和議論，深得蘇觀生器重。崇禎十六年（1643年）登癸未科會試副榜。
福京失守，他出家為僧，法號函機，字妙明。唐王朱聿𨮁到廣州，他提倡兄終弟及，擁立為紹武帝，授翰林院檢討，自忖道：「時勢危急，當不當官也是死路，假如當官，不就一盡生平！」有人恭喜他，他回答：「事到如今誰還會懵懂，我只想快點死去。應該拜祭我，有何慶賀？」他在朝廷四十天中保持嚴肅正直，沒有因為倉卒廢棄常規；又兼任兵科給事中，卻推辭擔任國子監祭酒：「我作為書生拜官，一個月就為人師，天下後世會怎樣說我？我不敢奉詔。」改任司業。
廣州淪陷，梁朝鍾穿好官服向北面成禮，再拜辭家廟，在池塘投水自殺，被鄰居救活；清兵呵斥他薙髮，他大罵對方，中三刀而死。永曆年間追贈禮部尚書，諡號文貞，清朝賜諡節愍。

## 引用
1. 1 2 3  嘉慶《廣東通志·卷七十六·選舉表十四》：崇禎十五年壬午（舉人）……梁朝鍾 番禺人。癸未乙榜，元最子。國子司業，死節。國朝賜諡節愍，有傳。
2. 1 2  錢海岳《南明史·卷四十四·列傳第二十》：梁朝鍾，字未央，番禺人。崇禎十五年舉於鄉。善文詞談論，為蘇觀生所倚。福京亡為僧，名函機，字妙明。
3. ↑  錢海岳《南明史·卷四十四·列傳第二十》：唐王聿鐭至廣州，倡兄終弟及議，共與擁戴，授簡討。自計曰：「時急矣，官死、不官亦死，孰若官之，不以一日盡生平乎！」或以為賀，曰：「事至此，誰獨懵者，鍾求速死耳。當弔之，何賀也？」立朝四十日，豐姿嚴正，未嘗以倉卒廢典型。兼兵科給事中，擢國子祭酒，疏辭曰：「書生拜官，一月而為人師，天下後世當謂臣何？不敢奉詔。」改司業。廣州陷，整冠帶北面成禮，復拜辭家廟，自投於池，為鄰人救出。清兵叱去髮，大罵，中三刃死。朝鍾，永曆時贈禮部尚書，諡文貞。